# Amiga Disk File
Amiga Disk File (ADF) is een bestandsformaat voor Amiga-computers en -emulators om afbeeldingen op een diskette op te slaan. Bestanden in dit formaat worden gebruikt voor computerspellen of programma's die back-ups uitvoeren. Door de floppy-disk controllerchip (FDC) is de Amiga in staat om naast Amiga-diskettes ook diskettes van Apple Macintosh, Apple II, Commodore 64 en personal computers te lezen en schrijven. Een pc-controllerchip kan echter geen Amiga-diskettes lezen. Bestanden kunnen worden opgeslagen als ADF-beeldbestand, een track-voor-track dump van AmigaDOS-databestanden.

## Formaat
ADF-bestanden bevatten een diskettebeeldbestand, meestal met een grootte van 901.120 bytes, door de volgende vermenigvuldiging: 512 × 11 × 80 × 2:
- bytes per sector: 512
- sectors per track: 11
- tracks per zijde: 80
- zijdes per diskette: 2

Deze gegevens hebben betrekking op een Double Density Disk (DD). HD-diskettes (High Density Diskette) hebben 22 sectoren per track en hun grootte is 1,76 megabyte.